# ʿAli ibn al-ʿAbbas al-Madschūsi

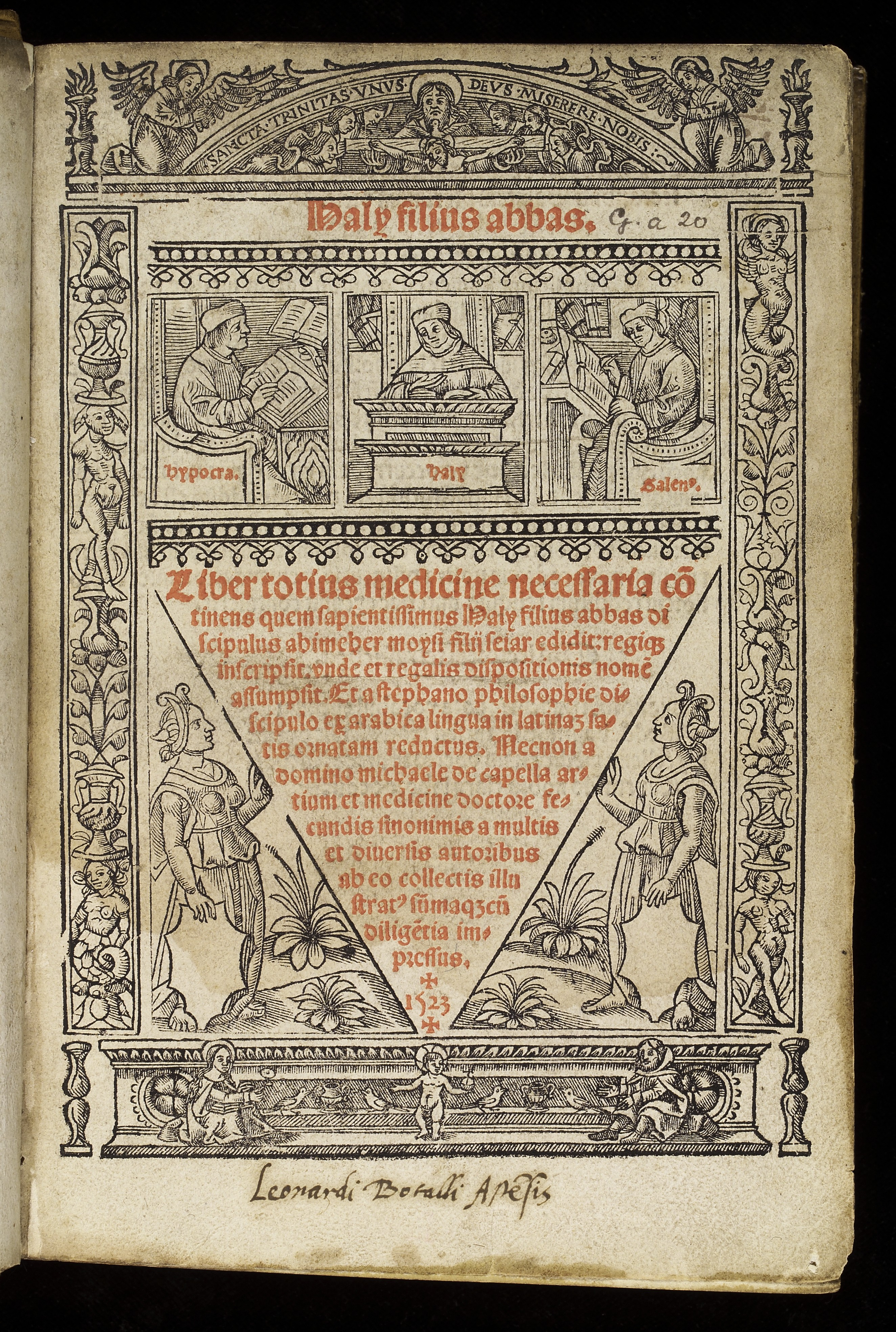
Lateinische Übersetzung des „Liber totius medicine necessaria“ von Stephan von Antiochia, 1523

ʿAli ibn al-ʿAbbās al-Madschūsi Ahvāzi (persisch علی بن عباس مجوسی اهوازی, kurz al-Mağūsī, geboren im 10. Jahrhundert in Ahwāz; gestorben zwischen 982 und 994 in Bagdad), auch bekannt unter dem Namen Masūdi oder latinisiert Haly Abbas bzw. genauer Haly filius Abbas, war ein persischer Arzt und berühmt für sein medizinisches Lehrbuch Kitāb Kāmil aṣ-Ṣināʿa aṭ-Ṭibbiyya oder „Vollständiges Buch der Heilkunst“, genannt auch al Maliki. Es stellt als erste umfangreiche medizinische Enzyklopädie eine Gesamtübersicht über die mittelalterliche Medizin, insbesondere auch die Medizin des arabischen Mittelalters wie sie sich (unter anderem in Form der Harnschau und Pulslehre) später in den europäischen Schulen (etwa der Schule von Salerno) wiederfindet, und zusammen mit dem Lehrbuch al-Muʿālaǧāt al-Buqrātīya seines Studienkollegen ʿAlī ibn Sahl Rabban at-Tabarī das erste umfassende Handbuch der mittelalterlichen islamischen Medizin dar.

## Leben
Al-Madschūsi wurde in Ahvaz, in der südwestpersischen Provinz Chuzestan am Persischen Golf, geboren und studierte unter Abū Māhir Musa Ibn Saiyār. Er wurde als einer der größten Ärzte im östlichen Kalifat angesehen und war der Leibarzt des Emirs Adud ad-Daula aus der Dynastie der Buyiden (regierten 949–983). Ad-Daula gründete ein Krankenhaus (Bimaristan) in Schiras in Persien sowie 981 das Al-Adudi Hospital in Bagdad, welches bis zu seiner Zerstörung 1258 während der Eroberung von Bagdad im Mongolensturm bestand. Seine Vorfahren waren Anhänger der zoroastrischen Religion, daher sein Beiname (nisba) al-Madschūsi von der zoroastrischen Priesterkaste, den Magiern. Richter-Bernburg vermutet aufgrund häufig erwähnter Beinamen eine Herkunft aus Arradschan bei Fars, wo es noch im 10. Jahrhundert blühende Zoroastrier-Gemeinden gab. Der Vater Abbas war wahrscheinlich schon gebürtiger Muslim. Ob er selbst jedoch frommer Muslim war oder religiös eher indifferent, bleibt umstritten. Für letztere These spricht, dass er in der Einleitung seines Hauptwerks nicht wie üblich auf Mohammed oder den Koran Bezug nahm und auch bei der Bewertung von Medizin und Heilmitteln einzig pragmatische und nichtreligiöse Gründe nannte.

## Werk
Um 980 schrieb al-Madschūsi sein „Vollständiges Buch von der ärztlichen Kunst“ (arabisch كتاب كامل الصناعة الطبية, DMG Kitāb Kāmil aṣ-ṣināʿa aṭ-ṭibbiīya). Er widmete diese aus 10 theoretischen und 10 praktischen Büchern bestehende Gesamtdarstellung der Medizin seinem königlichen Gönner Adud ad-Daula, weswegen es auch unter dem Namen „Das königliche Buch“ (arabisch كتاب الملكي, DMG Kitāb al-Malakī, kurz al-Malaki, in Europa lateinisch Liber regalis oder Regalis dispositio bzw. Dispositio regalis) bekannt wurde.
Im Vorwort gibt al-Madschūsi einen Überblick über die Geschichte der Medizin und übt Kritik an Hippokrates von Kos und Galen. Hippokrates bezeichnet er als zu kurz und unklar, Galen hingegen als zu weitschweifig. Das „Vollständige Buch“ bzw. „Die vollkommene Heilkunst“ wurde zum Teil als Versuch geschrieben, das Lehrbuch Kitāb al-Ḥāwī fī al-ṭibb des Rhazes zu verbessern, an welchem al-Madschūsi kritisierte, es sei ohne Zusammenhang geschrieben und gehe unzureichend auf die Anatomie und Chirurgie ein. Der Liber regalis ist in 20 Diskurse (maqalahs) unterteilt, deren erste zehn die Theorie, die weiteren zehn praktische Themen behandeln. Hierunter befinden sich auch Abhandlungen zur Diätetik und zur Arzneimittellehre, die als der wichtigste Beitrag al-Madschūsis zum medizinischen Wissen seiner Zeit angesehen werden. Ferner finden sich Ansätze zum Verständnis des Kapillarsystems und eine exaktere Beschreibung des Geburtsvorgangs.
In Europa wurde das Königliche Buch erstmals um 1087 von Constantinus Africanus in Teilen ins Lateinische übersetzt. Dieser „Liber pantegni“, genannt auch „Pantechne“ (koiné-griechisch pantéchni bezeichnet hier „die gesamte Heilkunst“) war einer der Texte, die an der Schola Medica Salernitana im süditalienischen Salerno auf dem Lehrplan standen. Eine vollständigere und genauere Übersetzung wurde 1127 durch Stephan von Pisa angefertigt. Sie war weit verbreitet und wurde bereits 1492 in Venedig und 1523 in Lyon gedruckt.
Mit Rhazes, Isaak Judaeus und Avicenna ist Haly Abbas ein Vertreter der ersten Phase der im 10. Jahrhundert ihre erste Blüte erreichenden „arabischen Medizin“.

### Medizinische Ethik und Forschungsmethode
Das Werk legt eine besondere Betonung auf eine gute Patient-Arzt-Beziehung und betont die Wichtigkeit einer medizinischen Ethik. Al-Madschūsi führt die Prinzipien der medizinischen Forschung an, die unserem heutigen Verständnis von biomedizinischer Forschung nahekommen. Den jungen Ärzten riet er ausdrücklich, sich durch die Arbeit in Krankenhäusern praktisch weiterzubilden.

### Neurologie und Psychiatrie
Auf dem Gebiet der Neurologie und Psychiatrie diskutiert al-Madschūsi die Neuroanatomie, Neurobiologie und Neurophysiologie des Gehirns sowie verschiedene psychische Störungen, darunter Unwohlsein und Ermüdung, Gedächtnisstörungen, Hypochondrie, Koma, verschiedene Formen der Meningitis, Schwindel, Epilepsie, Liebeskummer und Hemiplegie. Er betonte besonders die Erhaltung der Gesundheit durch eine geeignete Diätetik, während er Arzneimittel erst als Mittel der letzten Wahl ansah.

### Psychophysiologie und psychosomatische Medizin
Al-Madschūsi war einer der ersten Forscher, die sich mit der Psychophysiologie und Psychosomatik auseinandersetzten. Er beschrieb, wie sich physiologische und psychologische Aspekte bei einem Patienten gegenseitig beeinflussen. Er stellte einen Zusammenhang fest zwischen physischer und geistiger Gesundheit und schloss daraus, dass „Freude und Zufriedenheit manchen Menschen eine bessere Lebensqualität vermitteln können, die sonst elend und krank wären, weil sie sich unnötig Sorgen und Angst machen.“

### Suchtbehandlung
Eine echte Pionierrolle kommt Al-Madschūsi auch bei der Behandlung der Opiatabhängigkeit zu: er war nicht nur einer der ersten Ärzte, der Probleme der Drogensucht und Entzugssymptome bei der Anwendung von Opium erkannte, sondern plädierte auch schon für eine behutsame, psychosomatische Suchttherapie im modernen Sinne.

## Werkausgaben und Übersetzungen
- Kāmil aṣ-ṣināʿ aṭ-ṭibbīya (al-kitāb al-Malakī). 2 Bände, Būlāq/Kairo 1878.
- Konstantin der Afrikaner (Übers.): Liber Pantegni. 11. Jh., Druck in: Isaak ben Salomon Israeli (= Isaak Judaeus): Omnia opera Ysaac […]. Lyon 1515.
- Stephan von Antiochien (Übers.): Regalis dispositio. 1127; Drucke: Venedig 1492; Liber totius medicine necessaria continens, quem […] Haly filius Abbas […] edidit […]. Lyon 1523 (= Liber regalis).

Es existiert keine moderne Übersetzung oder vollständige Ausgabe des Kitāb Kāmil aṣ-Ṣināʿa aṭ-Ṭibbiyya. Die Abschnitte zur Anatomie wurden nach den Handschriften (Leiden MS Warn. 94, Berlin MS 6262, und Paris MS arabe 2871) herausgegeben und ins Französische übersetzt:
- Pieter de Koning: Trois traites d’anatomie arabes par Muḥammad ibn Zakariyya al-Razi, ‘Ali ibn al-‘Abbas and ‘Ali ibn Sina. Brill, Leiden 1903; Nachdruck: Frankfurt: Institut für Geschichte der Arabisch-Islamischen Wissenschaften, 1986, S. 90–431.